# Энантиодромия

Инь и ян — философский пример переходящих друг в друга противоположностей

Энантиодромия (Enantiodromia; Enantiodromie) —  принцип мышления, заявляющий предрасположенность любых поляризованных феноменов или явлений переходить в собственную противоположность. Буквально означает «бегущий(ая) навстречу» (вспять, в обратном направлении), относится к проявлению бессознательной противоположности во временной последовательности. В западной психологии принцип введён Карлом Юнгом в его работе «Психологические типы», опубликованной в 1921 году.

## История
Изначально психологический закон, означающий, что рано или поздно всё превращается в свою противоположность, был предложен греческим философом Гераклитом, который проводил аналогию с законом природы о стремлении системы к своему равновесию. Он писал: «тёплые вещи охлаждаются, холодные теплеют, мокрые сохнут, а высушенные увлажняются». Само слово Энантиодромия было придумано Стобеем.
Принцип перехода в собственную противоположность широко используется, трактуется и изучается в традиционной китайской религии — Даосизме. Ещё в И цзин (~VII в. до н. э.) встречается идея о переходе между Инь и Ян при достижении ими своего максимума.
Карл Юнг писал: «Старый Гераклит, действительно бывший великим мудрецом, открыл самый чудесный из психологических законов: регулирующую функцию противоположностей. Он назвал её энантиодромией, бегом в обратную сторону, подразумевая, что всё рано или поздно бежит в свою противоположность.»